# 2-ميثيل-1-بوتانول
2-ميثيل-1-بوتانول هو مركب كيميائي عضوي، صيغته الجزيئية هي C5H12O.